# 技術略語一覧
技術略語一覧は、工業技術関連分野（製造・電気・機械）で使用される略語を一覧にしたものである。
コンピュータ関連の略語はコンピュータ略語一覧やコンピュータ用語一覧を、化学関連の略語は化学略語一覧を参照のこと。

## A
- AC - alternating current（交流）
- AL - Aluminum or Aluminum Alloy（アルミ又はアルミニウム合金）
- A/R - As Required（数えられない物の数量・未定の数量の意。NASAの略語。「適量」に近いニュアンス）
- A/R比 - ターボチャージャーの排気流入部の最も狭い部分の断面積Aを、タービンシャフトの中心からAの中心までの距離Rで割った比率。
- ASSY（アッスィー） - Assembly（組み立て品）
- AS - Air Spring（空気ばね）

## B
- BAT - Battery、バッテリー。狭義には蓄電池
- BC - Brake Cylinder
- BIM - Building Information Modeling。
- BS - Button Switch。釦スイッチ。押釦スイッチを指すこともあるが、PBS (Push-Button Switch)として使い分けることもある。
- BRK - Brake（ブレーキ）
- BKDN - Breakdown（“故障”としても使用するが、部品表等でASSY→SubASSY→Partsへの下位展開用語としても使用）

## C
- CAD（キャド） - computer-aided design。狭義には紙印刷用の図面をコンピュータ上で描いたもの。
- CARB - Carburetor（キャブレター）
- CB - circuit breaker（サーキット・ブレーカー、遮断器）種類により、MCCB, ELCB, RCCB, OCB, GCB, VCB, ACB 等。
- CHG - Change（交換）
- CNTL - Control or Controller（制御又は制御装置）。JIS Z 8617 ダイヤグラム用図記号。
- COMP. - Compressor（圧縮機）
- CON. - Condenser（機械用語で気体・液体などの凝縮器・・・エアコン等の沸騰凝縮サイクルによる冷却システムで使用される凝縮部の熱交換器。また、電気用語としては電荷を蓄積する蓄電器。）
- COS - Change-Over Switch。切替スイッチ。CSに対して、接点で保持されるもの。セレクタースイッチ(Selector Switch)とも。菊型の捩回式やツマミ型がある。
- CS - Control Switch。操作スイッチ。COSに対して、ハンドルを引いて、左右に捻回して接点を入れ、多くは手を放すと中央に戻り接点が外れるもの。
- CRES（クレス） - Corrosion Resistant Steel（直訳すると耐食鋼。ステンレス鋼のこと。JIS記号でのSUSと同じ）
- CU - Cubic（3乗）

## D
- DB - Data base（データベース、系統的に整理・管理された情報の集まり）
- DC - direct current（直流）
- DCS - distributed control system（分散制御システム）
- DE - Diesel engine、ディーゼルエンジン
- DIMM - Dimension（寸法）
- DIA - Diameter（直径）
- DS - Disconnecting Switch, Disconnector（断路器）

## E
- ENG - Engine（エンジン）
- EVA. - Evaporater（蒸発器。エアコン等の沸騰凝縮サイクルによる冷却システムで使用される蒸発部の熱交換器。）

## F
- FIG - Figure（図）
- FL - Floor Level、フロアレベル。床の基準高さ。SL (スラブレベル)が床基礎の基準高さを指すのに対し、OAフロアなどの床の仕上高さを指す。
- FLT - Flat（平坦）
- FT, ft (') - Feet（長さの単位であるフィート。1 FT = 12 IN）
- FTA - Fault Tree Analysis（故障の木解析）

## G
- GEN - Generator（ジェネレータ、発電機）
- GIS - geographic information system（地理情報システム）
- GL - Ground Level、グランドレベル。地面の高さ。建築物においてFL, SLと合わせて使い分ける。
- GML - Geography Markup Language、地理的特徴を表現するマークアップ言語。
- GNSS - Global Navigation Satellite System、全地球航法衛星システム。衛星測位システムを参照。
- GPS - Global Positioning System（全地球測位システム）
- GT - Gas turbine、ガスタービンエンジン

## H
- HD - Head（ボルト頭）、Hard disk（PCの外部記憶装置）
- HEX - Hexagon（六角形）
- HVAC - Heating, Ventilation, and Air Conditioning（空気調和工学、暖房、換気、および空調その頭文字）
- HYD - Hydraulic(s)（ハイドロ、油圧系統や、油圧関連機器）

## I
- I - Indicator。JIS Z 8204 計装用記号における機能記号で「指示」。一文字目に変量記号、二文字目に機能記号であるIを記載すると、ある変量の指示計を表す。
- IN, in (") - Inch（長さの単位であるインチ。1" = 25.4 mm）
- INV -  Inverter（インバーター、DC-AC電力変換装置のこと）
- I/O - Input/Output（入出力）

## J
- J - junction（電気コネクタのコネクタ番号等に用いる）

## L
- LCD - liquid crystal display（液晶ディスプレイ）。CRT装置(cathode-ray tube, ブラウン管装置)に対するLCD装置。
- LG - length（長さ）
- LiDAR - Light Detection and Ranging、ライダー。リモートセンシング測量技術の一つで、距離情報や点群等を取得する装置。
- LIQ - liquid (液体)
- LT - Light（ライト、灯火、照明）

## M
- M - Motor。電動、電動機など。手動(H)に対する電動、油圧式(L)に対する電動式を表す。
- MCV - magnet control valve（電磁制御弁）
- MEP - Mechanical, Electrical and Plumbing（建築設備、機械、電気、配管の頭文字）
- MR - motor reservoir
- MZ - mega hertz（メガヘルツ）

## N
- N - normal（標準。電気コネクタのキー位置の表示等に用いる）
- N/A, n/a - Not Applicable（適用されない）または Not Available（存在しない、手に入らない）
- NHA - next higher assembly（部品表等でParts→SubASSY→ASSYへの上位展開用語として使用）
- NO. - number（番号）

## P
- P&ID図 - en:Piping and Instrumentation Diagram。配管計装図。
- PA - PAを参照のこと
- Pa - pascal（パスカル・・・SIでの圧力単位）
- PAS - パス。Pole mounted Air Switch。高圧の電力会社引込の責任区分として設置する開閉器のうち柱上設置のもの。対して地中線引込はUGS。
- PBX - 構内交換機。
- PFD - en:Process Flow Diagram。プロセスフロー図。
- PLC - programmable logic controller（プログラマブルロジックコントローラ）
- PNEU - pneumatic（ニューマチック、空気圧系統や、関連機器）
- PQA - quantity per assembly
- PRESS. - Pressure（圧力）
- PS - pressure switch（圧力スイッチ）
- PSI, psi（ピーエスアイ） - Pound per Square Inch（圧力の単位である重量ポンド毎平方インチ。1 psi = 6.90 kPa = 0.0703 kg/cm2）
- PT - pipe taper（テーパ管。旧形態のJIS表記。）

## Q
- QZSS -  Quasi-Zenith Satellite System（準天頂衛星システム）

## R
- REC - Rectifier（整流器、AC-DC電力変換装置のこと）
- REF - reference（参考、参照）
- RX - Receiver（受信機）
- RY - relay（リレー、継電器）保護継電器は機能とRを組合せて表記される。OCGR(地絡過電流継電器)、UVR(不足電圧継電器)など。

## S
- SC - Static Capacitor（進相コンデンサ）
- SfM - en:Structure from motion。写真測量法の一つ。
- SKT - socket（ソケット）
- SL - Slab Level、スラブレベル。床基礎の基準高さ。FL (フロアレベル)がOAフロアなどの床の仕上高さを指すのに対し、床基礎の基準高さを指す。
- SLAM - Simultaneous Localization and Mapping、スラム。ロボット工学で自己位置推定を行う手法。
- SLTD - slotted
- SOG - Storage Over Current Ground。高圧の電力会社引込の責任区分として設置するUGSやPASにSOG制御装置として付属し、地絡方向継電器に相当する。
- SQ - square（2乗）
- SQC - Sequential Control（シーケンス制御）
- SR - Series Reactor（直列リアクトル）
- SS - 構造用鋼のJIS記号。Structural Steels。SUSに対するSSとして使われる。
- SST - stainless steel（ステンレス合金、JIS記号でのSUSと同じ）
- STL - steel（鋼）
- SUS - サス。ステンレス鋼のJIS記号。Steel Use Stainless。SSに対するSUSとして使われる。
- SW - Switch（スイッチ）

## T
- T - Transformer。TRとも表記する。トランスフォーマー、トランス、電力変換装置。主だっては電圧を変換する変圧器をいう。
- TB - 端子箱。
- T.B.D. - To Be Determined（決められるべきだが未定の項目または値）
- THK - thickness（材料などの厚さ）
- TQ - Torque（トルク）
- TX - Transmitter（送信機）
- T/R, TR - Transmitter/Receiver（送受信機、トランシーバー）
- TEMP. - Temperature（温度）

## U
- UAV - Unmanned Aerial Vehicle（無人航空機）。狭義にはUAVを用いた航空測量を指す。
- UGS - 高圧の電力会社引込の責任区分として設置する開閉器のうち地中線引込のもの。対して柱上設置はPAS。
- UPS - Uninterruptible Power Supply（無停電電源装置）

## V
- V - Valve（バルブ）。JIS Z 8204 計装用記号における機能記号で「バルブなどの調節部」。
- VARISTOR - variable resistor（電気用語でバリスタ）
- VCT - Voltage and Current Transformer。電力需給用計器用変成器、高圧の電力会社引込において電力会社が受電点に設置する取引用の電力量計用の装置。
- VVVF - 和製英語(Variable Voltage Variable Frequency)、VVVFインバータ制御。電動機の回転数を制御する方法の一つ。

## W
- W/ - with
- WH - 電力量。もっぱら電力量計。ワット時 (Watt hour)から。

## X
- XPDR - Transponder（トランスポンダ）

## Z
- ZAS - Zinc Alloy for Stamping （金型用亜鉛合金）